# Ischnura forcipata
Ischnura forcipata is een libellensoort uit de familie van de waterjuffers (Coenagrionidae).
De soort staat op de Rode Lijst van de IUCN als niet bedreigd, beoordelingsjaar 2010.
De wetenschappelijke naam van de soort werd in 1907 gepubliceerd door Kenneth J. Morton.

## Synoniemen
- Ischnura gangetica Laidlaw, 1913
- Ischnura musa Bartenev, 1913
- Coenagrion needhami Navás, 1933
- Agriocnemis nainitalensis Sahni, 1965
- Coenagrion kashmirum Chowdhary & Das, 1975